# خواهری از سفر آرزوها ۲
خواهری از سفر آرزوها ۲ (به انگلیسی: The Sisterhood of the Traveling Pants 2) یک فیلم رمانتیک درام محصول سال ۲۰۰۸ آمریکا و دنبالهٔ فیلم خواهری از سفر آرزوها می‌باشد.

## بازیگران
- آمبر تامبلین در نقش تیبی رولینز
- آمریکای فررا در نقش کارمن لاول
- بلیک لایولی در نقش بریجت وریلند
- الکسیز بلدل در نقش لنا کارگاریس
- لئوناردو نام در نقش برایان مکبرایان
- مایکل رادی در نقش کوستاس دونلاس
- جسی ویلیامز در نقش لئو
- تام ویزدم در نقش ایان
- لوسی هیل در نقش الفی کالیگاریس
- ریچل نیکولز در نقش جولیا بکویت
- شهره آغداشلو در نقش پروفسور نسرین مهانی
- بلایث دانر در نقش گرتا
- ریچل تیکوتین در نقش کریستینا
- ارنی لایولی در نقش آقای وریلند (پدر بریجت)
- کایل مک‌لاکلن در نقش بیل کر
- کارلی رز ساننکلر در نقش کاترین رولینز

## جوایز
نامزد جایزه برگزیده نوجوانان در فیلم برگزیده - رمانتیک ۲۰۰۸